# Cai Yan

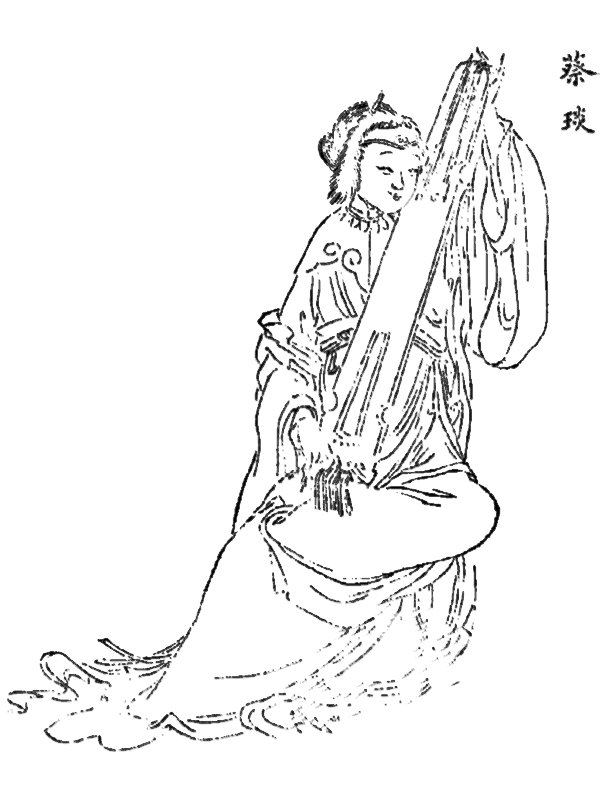

Cai Yan (Chinees: 蔡琰, Pinyin: Cài Yăn, (c. 170 of c. 178 – na 206); omgangsnaam Wenji (文姬) of Zhaoji (昭姬) was een vrouwelijk dichter en muzikant. Zij leefde tijdens de late Han dynastie in China.

## Leven
Haar vader was de hoogwaardigheidsbekleder Cai Yong.
Hoewel over haar leven uit primaire bronnen weinig bekend is, krijgt haar figuur in Luo Guanzhongs historische roman Roman van de drie koninkrijken uit de 14e eeuw duidelijker vorm. Zij trouwt een zekere Wei Zhongdou en wordt bij een aanval van de Xiongnu op Cha'an ontvoerd. De volgende jaren brengt zij door nabij het huidige Mongolië als concubine.
De minister Cao Cao had medelijden met Cai Yong, wiens dochter was ontvoerd, en zond de Xiongnu goud en jade om Cai Yan vrij te kopen. Omdat haar gemaal intussen was gestorven, trouwde Cai Yong na haar terugkeer met Dong Si, een vriend van Cao Cao.
Cai Yans terugkeer werd ten tijde van de Jin-dynastie op het schilderij "Cai Yans keert in haar vaderland terug” (Chinees: 文姬歸漢圖) getoond. Vermoedelijk hing het in het huis van de Han-ambtenaar Zhang Yu.
Op de planeet Venus is een krater naar haar genoemd.

## Muziek
Cai Yan is vermoedelijk de eerste met naam bekende mens die muziek heeft gemaakt en nagelaten. Er worden 18 liederen voor de fluit aan haar toegeschreven evenals de guqin-composities Da Hujia, Xiao Hujia en Hujia Shiba Bai. Daarbuiten zijn twee gedichten van haar bekend, waaronder het “Gedicht van Zorg en Kwaadheid”.

## Gedicht
《悲憤詩》 

處所多霜雪，胡風春夏起。 

翩翩吹我衣，蕭蕭入我耳。 

感時念父母，哀嘆無窮已。 

有客從外來，聞之常歡喜。 

迎問其消息，輒復非鄉里。 

Gedicht van Zorg en Kwaadheid

Mijn behuizing wordt vaak bedekt met vorst en sneeuw

Vreemde winden brengen lente en zomer weer; 

Zij waaien zachtjes in mijn kleren,

Maar trillen vreesaanjagend in mijn oor; 

Emoties bewegen, ik denk aan mijn ouders,

Terwijl ik een zucht slaak van eindeloze zorgen. 	

Als van verre gasten komen, 

Zou ik gelukkig willen worden van hun berichten;

Verlies ik geen tijd met nieuwsgierige vragen,

Maar bemerk dat zij niet uit mijn thuisstad komen. 
- Gemeinsame Normdatei: 1033821640
- International Standard Name Identifier: 0000 0000 8201 4174
- Library of Congress Control Number: n82001530
- MusicBrainz: 888707d3-43f1-4443-969c-a64f31e9913b
- Nationale Bibliotheek van Tsjechië: jx20100728001
- Nationale bibliotheek van Australië: 36608916
- Nederlandse Thesaurus van Auteursnamen: 191310301
- Trove: 1325518
- Virtual International Authority File: 16103954
- WorldCat: E39PBJv8BHMTcHfRjRxCXFVXBP